# Gerolamo Cravosio
Gerolamo Cravosio (Torino, ... – Torino, 22 settembre 1846) è stato un avvocato italiano, sindaco di Torino nel 1830 e nel 1831 insieme a Giuseppe Luigi Provana di Collegno.

## Biografia
Di professione avvocato, fu consigliere del collegio di giurisprudenza e viceassessore dell'università di Torino .
Nel 1827 adottò l'avvocato Francesco Anfossi, figlio della sorella, che assunse il cognome Anfossi Cravosio.
Nel 1830 fu nominato sindaco di Torino insieme a Giuseppe Luigi Provana di Collegno, e l'incarico gli fu confermato nel 1831.
Nel 1830 ricevette da Carlo Felice il titolo di conte.
Morì a Torino nel 1846.